# Manchineellakote, Srinivaspur
Manchineellakote là một làng thuộc tehsil Srinivaspur, huyện Kolar, bang Karnataka, Ấn Độ.